# Herb Rovaniemi
Herb Rovaniemi – przedstawia w zielonym polu tarczy srebrny krzyż z uniesionymi, ząbkowanymi ramionami. Pomiędzy ramionami znajduje się złoty płomień.
Obecny herb obowiązuje od 2006 roku. Krzyż symbolizuje zbieg rzek Ounasjoki i Kemijoki. Płomień z kolei oznacza ogień sygnalizacyjny, który powinien płonąć na wzgórzach wzdłuż biegu rzeki.